# Valborg Segerhjelm
Valborg Segerhjelm, född 8 oktober 1921, död 24 februari 2013, var en svensk översättare.
Mellan 1971 och 2002 översatte Segerhjelm över 100 böcker, vanligen under pseudonymen "Helen L. Lilja". Hon inriktade sig på illustrerade barnböcker, huvudsakligen från danska, men även från engelska, nederländska och tyska. Under eget namn hade hon dessförinnan redigerat sagosamlingen Vårt sagoland (Folket i bild, 1965).

## Översättningar (urval)
- Nonny Hogrogian: Då räven miste sin svans (One fine day) (Opal, 1971)
- Hjørdis Varmer: Sven och billånarna (Da bilen forsvandt) (Opal, 1977)
- Leif Esper Andersen: Ditte reser bort (Ditte på tur) (Opal, 1977)
- Bröderna Grimm: Grimms stora sagobok (Opal, 1983)
- Rudyard Kipling: Katten som gick för sig själv (The cat that walked by himself) (Opal, 1992)
- H.C. Andersen: Dummerjöns (Klods-Hans) (Opal, 1992)
- Mats Letén: Titta på mej, säger Kaj (Kaj, smukke Kaj) (Opal, 1996)
- Hilde Schuurmans: Lisa och mamma handlar (Even naar de winkel) (Opal, 2002)

## Fotnoter
1. 1 2  WorldCat Entities, OCLC, WorldCat Entities-ID: E39PBJg4r7KvjT4Q9YbvTqmyBP, läs online, läst: 10 januari 2025.[källa från Wikidata]